# Algyógy

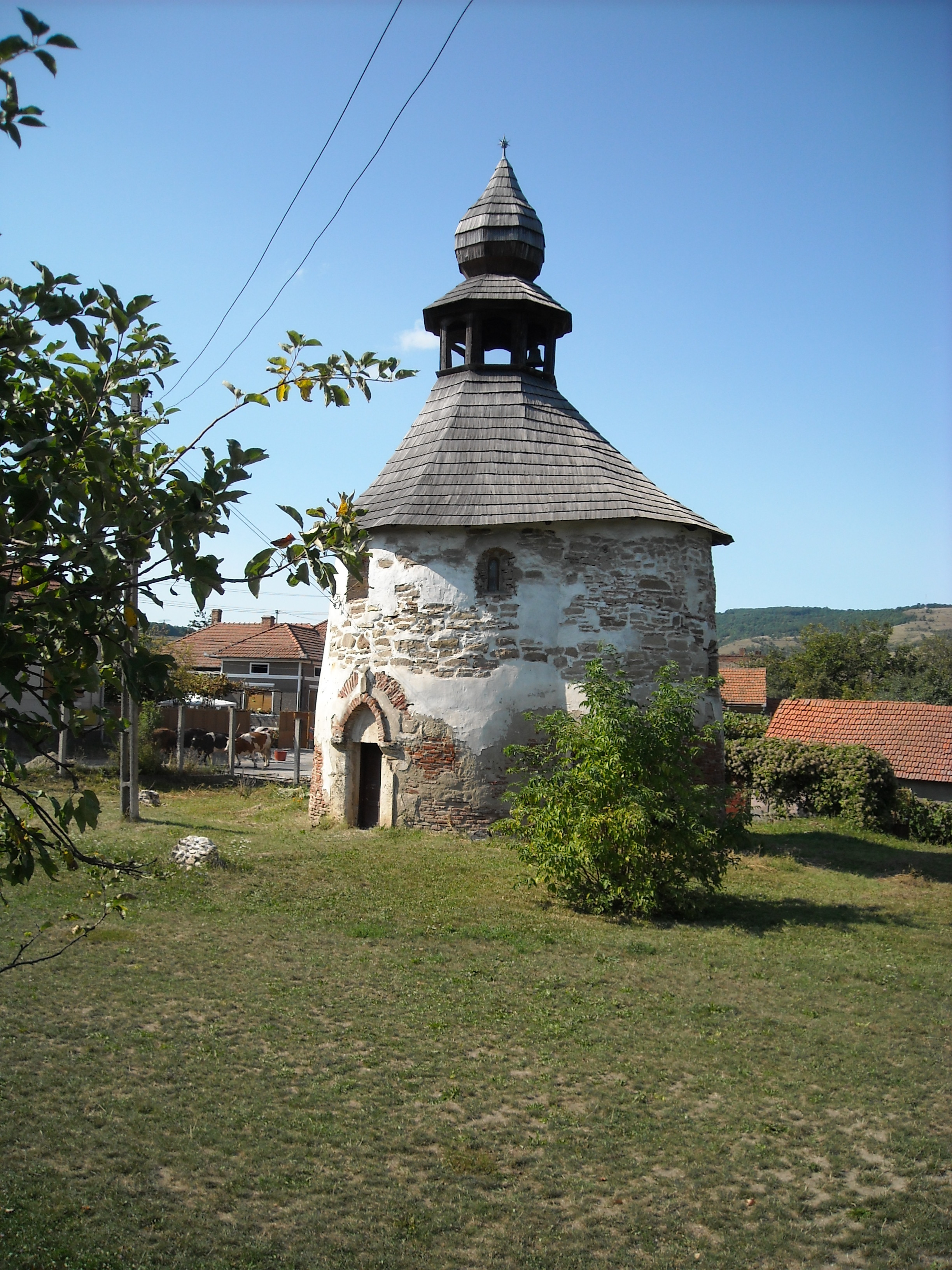
A kerektemplom

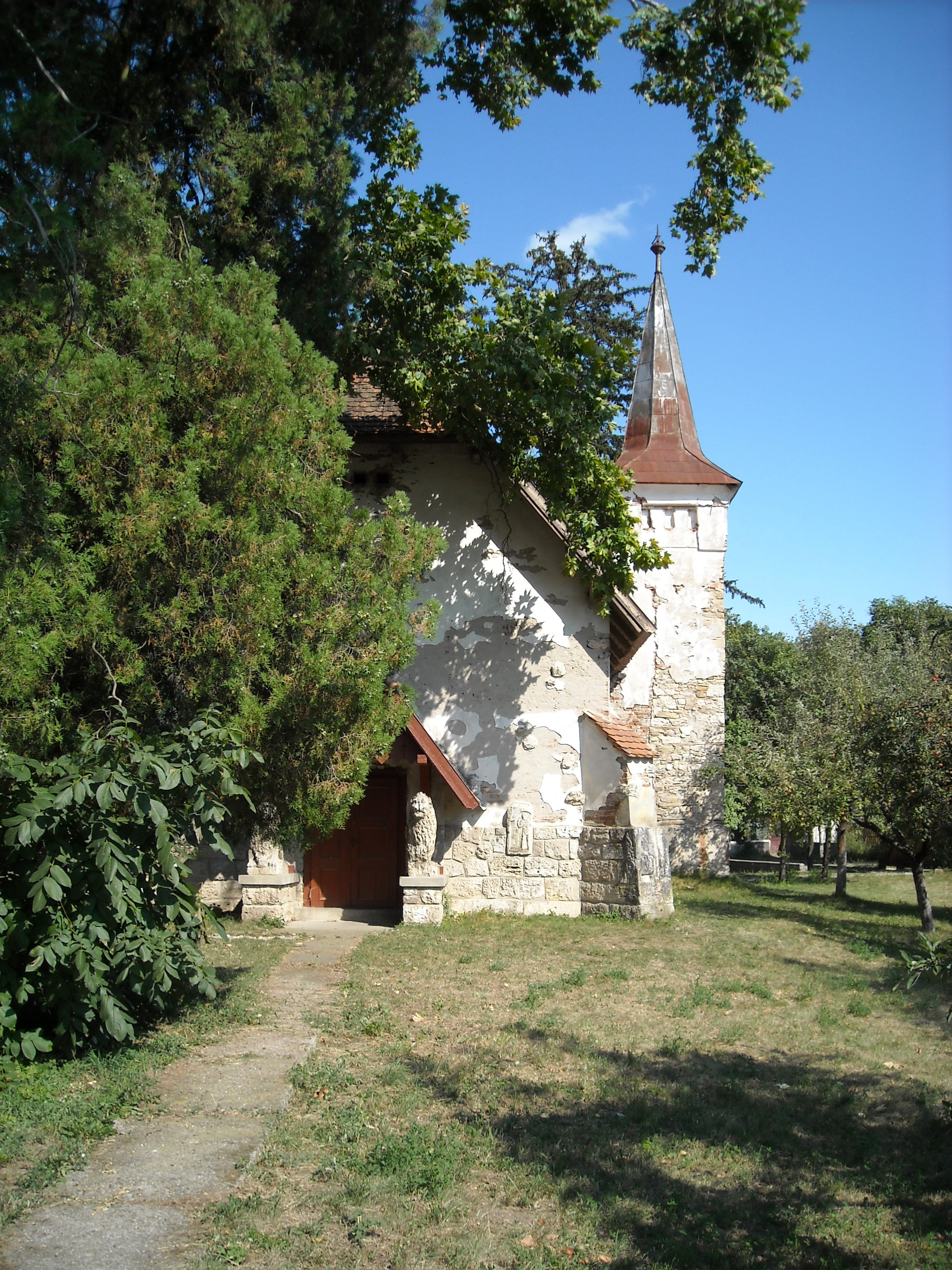
A református templom

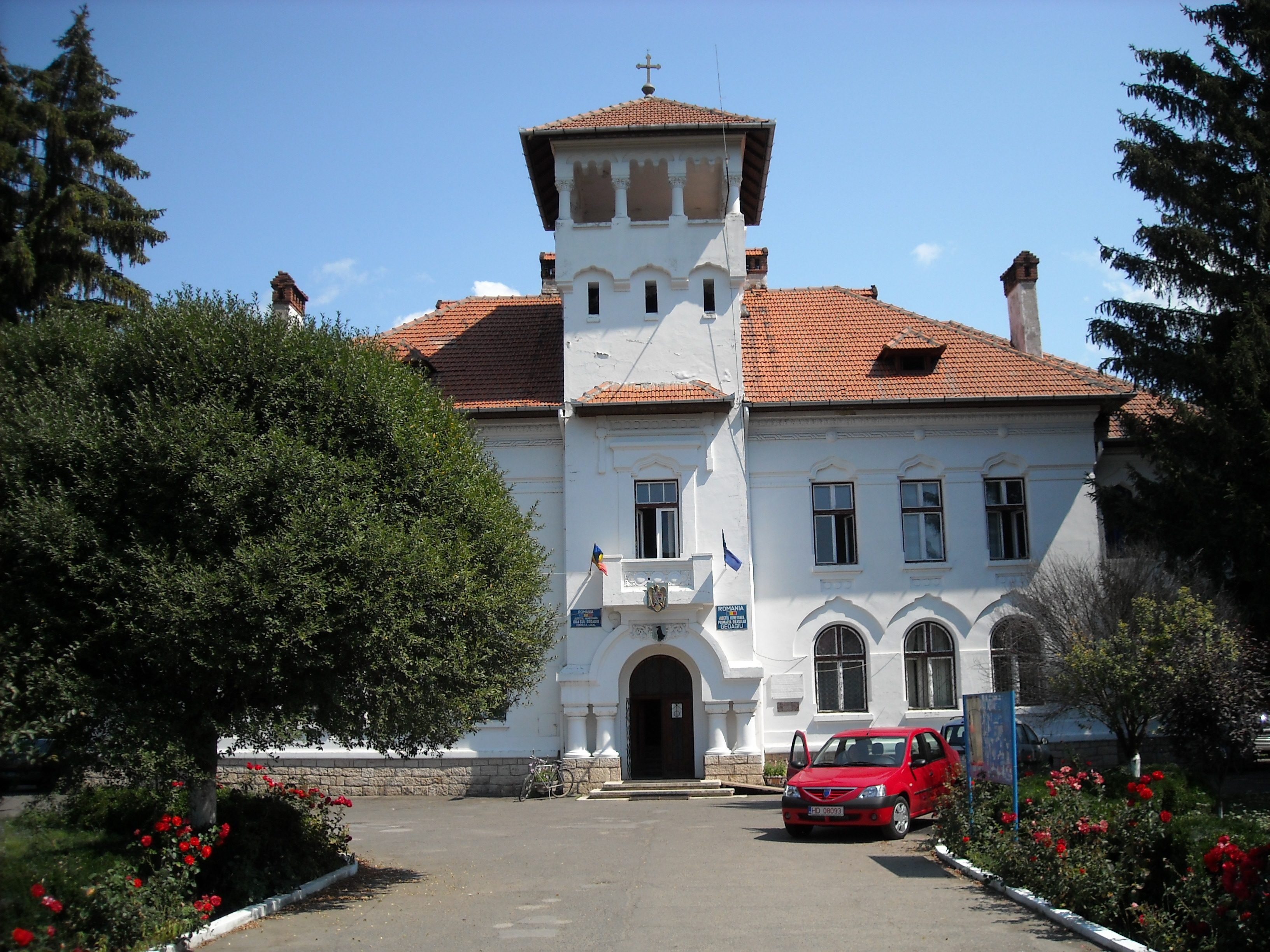
A mezőgazdasági középiskola

Algyógy (románul Geoagiu ['dʒo̯adʒju], németül Gergesdorf) város Romániában, Erdélyben, Hunyad megyében.

## Fekvése
A Maros jobb oldali mellékvize, a Gyógy-patak mentén terül el, az Erdélyi-érchegység lábánál. Dévától 27 km-re északkeletre fekszik.

## Nevének eredete
Nevét a Gyógy-patakról kapta, a patak neve pedig a magyar dió főnévből való, -d képzővel. Előtagja nem a mai Felgyógytól különböztette meg, annak neve Diódéval párhuzamos. Történeti névalakjai: Gyog (1271), Dyod és Dyog (1397), Aldyogh (1407), Algyogh (1412), Aldyod (1439), Alsodyod alio nomine Alsoffalwa (1444 körül), Zsoázs (1850), Unter-Gyógy és Geoagiul de Jos (1854).

## Népessége
- 1785-ben 1560 lakosa volt. Ugyanazon évben 337 ortodox családfőt írtak össze, a görögkatolikus egyháznak 1786-ban 130, a római katolikus egyháznak 31 híve volt, református gyülekezete pedig 1766-ban, Bokajjal, Gyalmárral és Mádával 161 lelket számlált.[5]
- Algyógyalfalunak és Algyógyfelfalunak 1900-ban közösen 2406 lakosa volt, közülük 2028 román, 323 magyar és 55 német anyanyelvű; 1776 ortodox, 262 görögkatolikus, 147 református, 121 zsidó és 78 római katolikus vallású.
- 2002-ben 3014 lakosából 2611 volt román, 368 cigány és 27 magyar nemzetiségű; 2435 ortodox, 396 görögkatolikus, 39 pünkösdista, 22 református és 17 római katolikus vallású.

## Története
Oklevélbeli említése először Mihály vajda 1271-ben kelt birtokadományozó levelében fordul elő, amely András gyógyi ispánt említi. Uradalmát Zsigmond király 1397-ben Máramarosi Gurzónak, Iván fiának adományozta, de 1404-ben visszavette, és felét a Töreki családnak, felét pedig Illyei Dénes fiának, Jánosnak adta. Mátyás király 1467-ben hűtlenség miatt elkobozta a birtokot Illyei Jánostól és Dengelegi Pongrác János erdélyi vajdának adományozta.
Várát először 1467-ben említik, azt feltehetően a Pongrácz család építtette. 1505-től oppidumként említették. Az uradalom birtokosa 1504-ig Corvin János, 1507-től Nagy Radu, 1517-től Neagoe Basarab havasalföldi fejedelem volt, akinek örököse 1528-ban Algyógyfelfaluban ortodox templomot is alapított. Szapolyai János 1531-ben hadvezérének, ozsdolai Kún Kocsárdnak adományozta. 1559-ben Izabella királyné a várba menekült a török elől. Ugyanő 1557-ben vladikává (formális püspökség nélküli ortodox püspökké) nevezte ki az algyógyi ortodox kolostorban élő Hristofort. 1562-ben János Zsigmond ostrommal vette vissza a töröktől és leromboltatta.
A 17. századtól 1918-ig két külön politikai községből, Algyógyfelfaluból és Algyógyalfaluból állt. A 17. században a Kun család várkastéllyá alakítva újra felépítette várát. Az 1684-ben készült leltár ebédlő és lakószobák mellett „feredőt” is említ benne. 1731 körül évi három országos vásárt tartott, Gergely, Gotthárd és Egyed napján. Református egyházát nemesek alkották, az 1696-os vizitáció bejegyzése szerint „Az urak bejárnak a templomba, parasztság aki bejárjon nincs.” 1697-ben itt fejezte be román nyelvű énekeskönyvét Viski János nevű református lelkésze. 1784-ben a parasztok feldúlták nemesi udvarházait. 1786-ban 1559-en lakták, jogállásuk szerint 49% jobbágy, 38% zsellér, 3% nemes és 5 pap.
1848. november 21–22-én a Gheorghe Demian vezette román felkelők kúriáit kirabolták, református egyházának lelkészét, tanítóját és presbitereit, összesen 17 főt legyilkoltak. Amikor a helyszínre érkezett császári katonaság vezetője, Johann Nahlik százados leállította a pusztítást, a jelen lévő Petre Dobra ezt "reakciós tettnek" nevezte.
1892-ben Kuun Kocsárd helyi földbirtokos alapítványt tett, amelyen a Földművelési Minisztérium és az EMKE földműves iskolát hozott létre székely diákok számára szarvasmarha-tenyészettel, fa- és gyümölcsfaiskolával. 1900-ban a korábban 40-es diáklétszámot 60-ra emelték föl. 1910-ben a község legnagyobb földbirtokosa az EMKE volt. 1921-ben az iskolát a földreform részeként megszüntették, de a román állam később újraindította, és jelenleg Alexandru Borza Mezőgazdasági Kollégium néven működik. 1908-ban a magyar állam a településtől nyugatra, Csigmótól északra megnyitotta vasmunkás tüdőbeteg-szanatóriumát, amely ma is működik.
Algyógyalfalu Hunyad vármegye egyik járásának székhelye és a 19. század végén ortodox esperesség központja is volt. 1880-tól működött benne gyógyszertár. 1906-ban, Kuun Kocsárd közbenjárására ide helyezték az egyik újonnan fölállított adóhivatalt. 2000-ben várossá nyilvánították.
A Gyógy-patak völgye román népviseletének jellegzetes darabja volt a hófehér, gyolcsvászon kendő, amelyet a nők a fejükön körbecsavarva viseltek. Gazdaságában a szarvasmarha-tenyésztésen kívül évszázadokon keresztül meghatározó volt és máig fontos szerepet játszik a gyümölcstermesztés. Algyógy vidéke Erdélyben a leggazdagabb dió tájfajtákban. Ezenkívül Algyógyon és a környező falvakban nagy területen termesztenek kis szemű szilvát és nyári almát, amely a modern, nemesített almafajták elterjedéséig az Alföldön is igen keresett volt. Algyógyon 1939-ben öt faiskola működött. 1957-ben kísérleti mezőgazdasági állomást létesítettek, amely főleg gyümölcstermesztéssel foglalkozott. Az állomáshoz dolgozói számára épült a Gyalmár és a vasútállomás közötti telep. Kőbányájában travertin mészkövet termelnek ki.

## Látnivalók
- A falu közepén láthatók várkastélyának jelentős maradványai.
- A főutcától beljebb fekvő telken található a két református templom. A közelmúltban elvégzett régészeti feltárás tisztázta, hogy a kicsiny kerektemplom (kápolna) a 11. vagy a 12. században épült, a legkorábbi kerektemplom Erdélyben. A református templom egy korábbi helyén a 16. században épült, feltehetően a környéken talált római sírkő, dombormű és szobor felhasználásával. 1867-ben Kuun Kocsárd renováltatta, majd az 1930-as években Debreczeni László irányításával átépítették. A volt református parókia és iskola épülete az 1990-es években végrehajtott felújítás óta keresztyén ifjúsági központként működik, ifjúsági táboroknak ad otthont.
- Az algyógyfelfalusi ortodox templom a 18. században épült.
- A főutca mellett, nagyjából a község közepén található a mezőgazdasági líceum, az egykori székely földműves iskola parkja, benne a Brâncoveanu-stílusú iskolaépülettel. Ennek háta mögött a bentlakás épületét az akkor már romos várkastély felhasználásával az 1890-es években alakították ki.
- Református és zsidó temető.
- A település fölött északnyugatra magasodó Kőalja oldalában egy üreg nyílik, Kuun Kocsárd egykori temetkezési helye. A gróf 1876-ban alakította a sziklafülkét kriptává.[16]

## Híres emberek
- Itt született 1803. június 25-én Kuún Kocsárd földbirtokos, az EMKE egyik alapítója.
- Itt született 1858. június 29-én Mailand Oszkár néprajzkutató.
- Itt született 1877. október 1-jén Erdélyi Mór szociáldemokrata politikus.
- Itt született 1901. szeptember 2-án Vitályos András kutatóorvos, orvosi szakíró, egyetemi oktató.
- 1816-ban Kis József birtokos vendége volt Kazinczy Ferenc.

## Képek

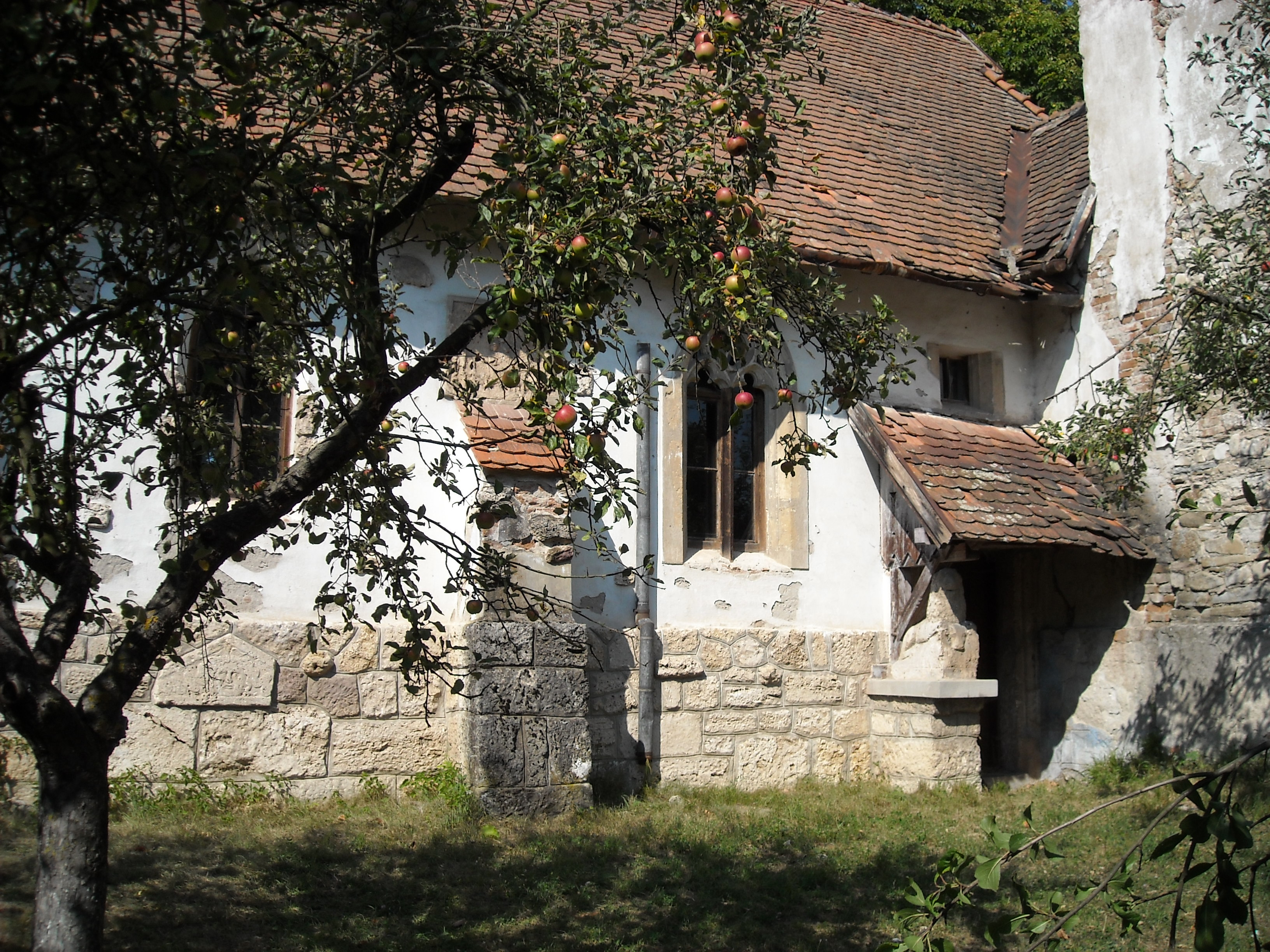
A református templom, almafával
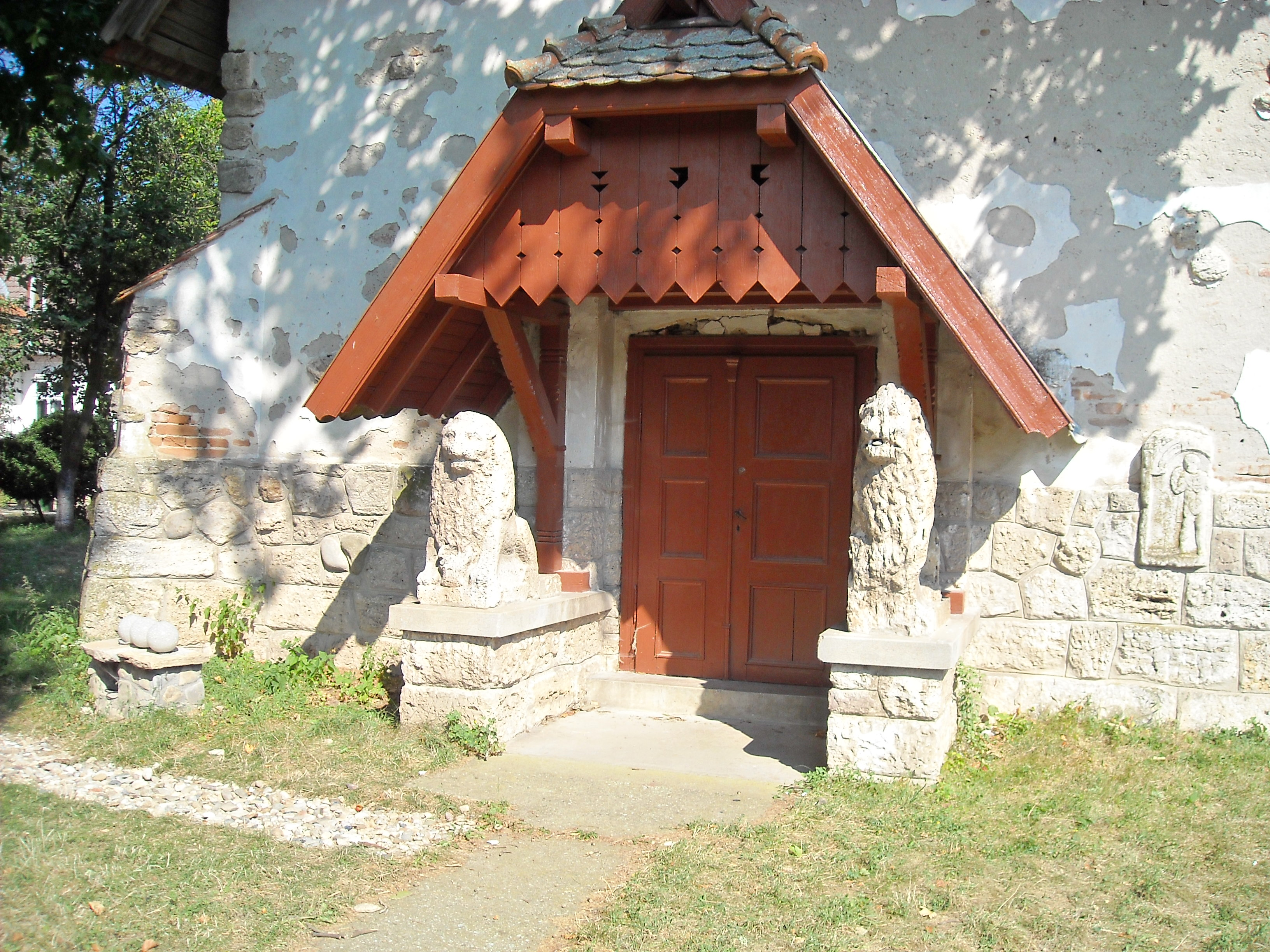
A református templom bejárata, kétoldalt római kori kőoroszlánokkal
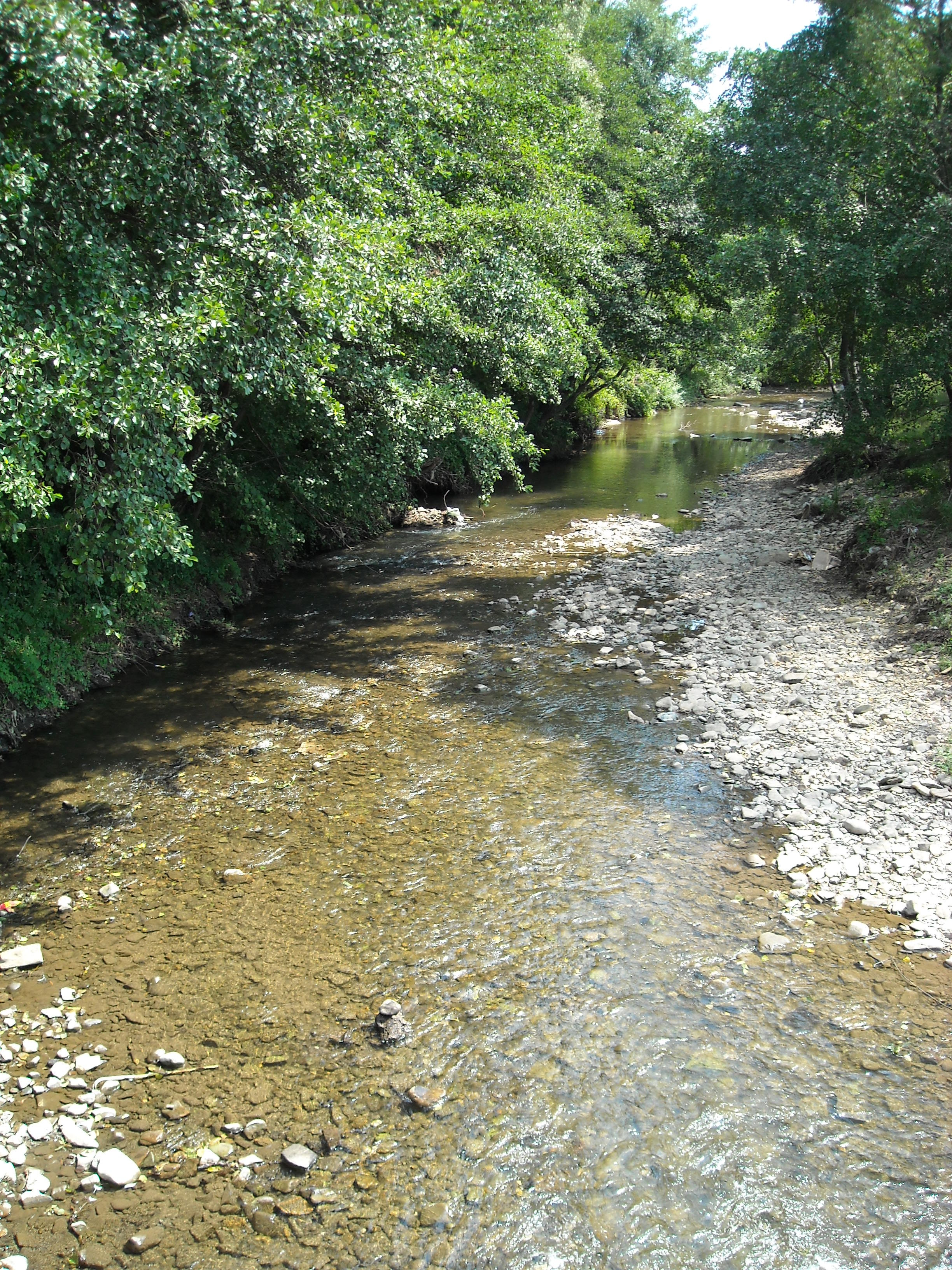
A Gyógy-patak Algyógynál
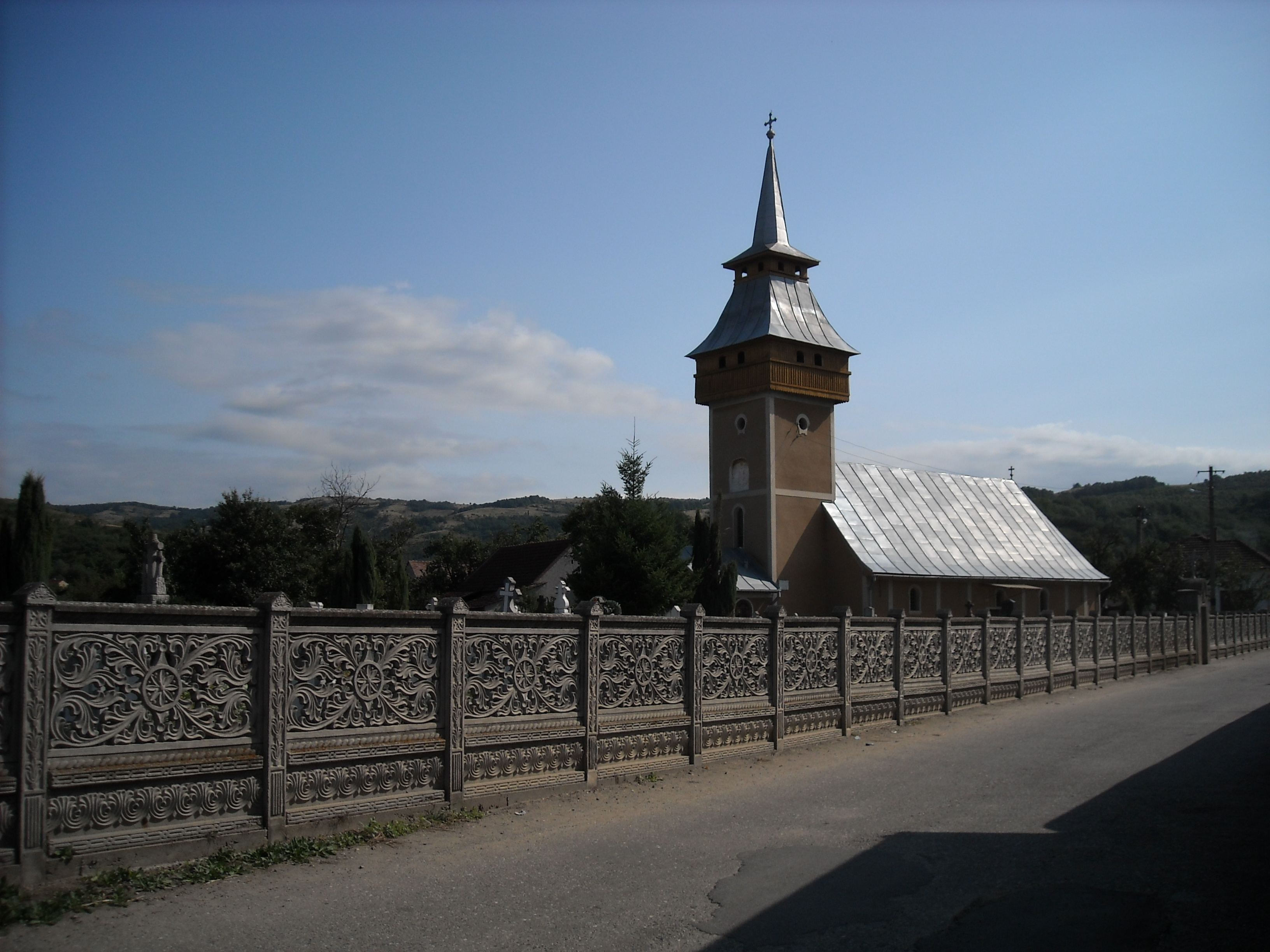
Az algyógyfelfalusi ortodox templom
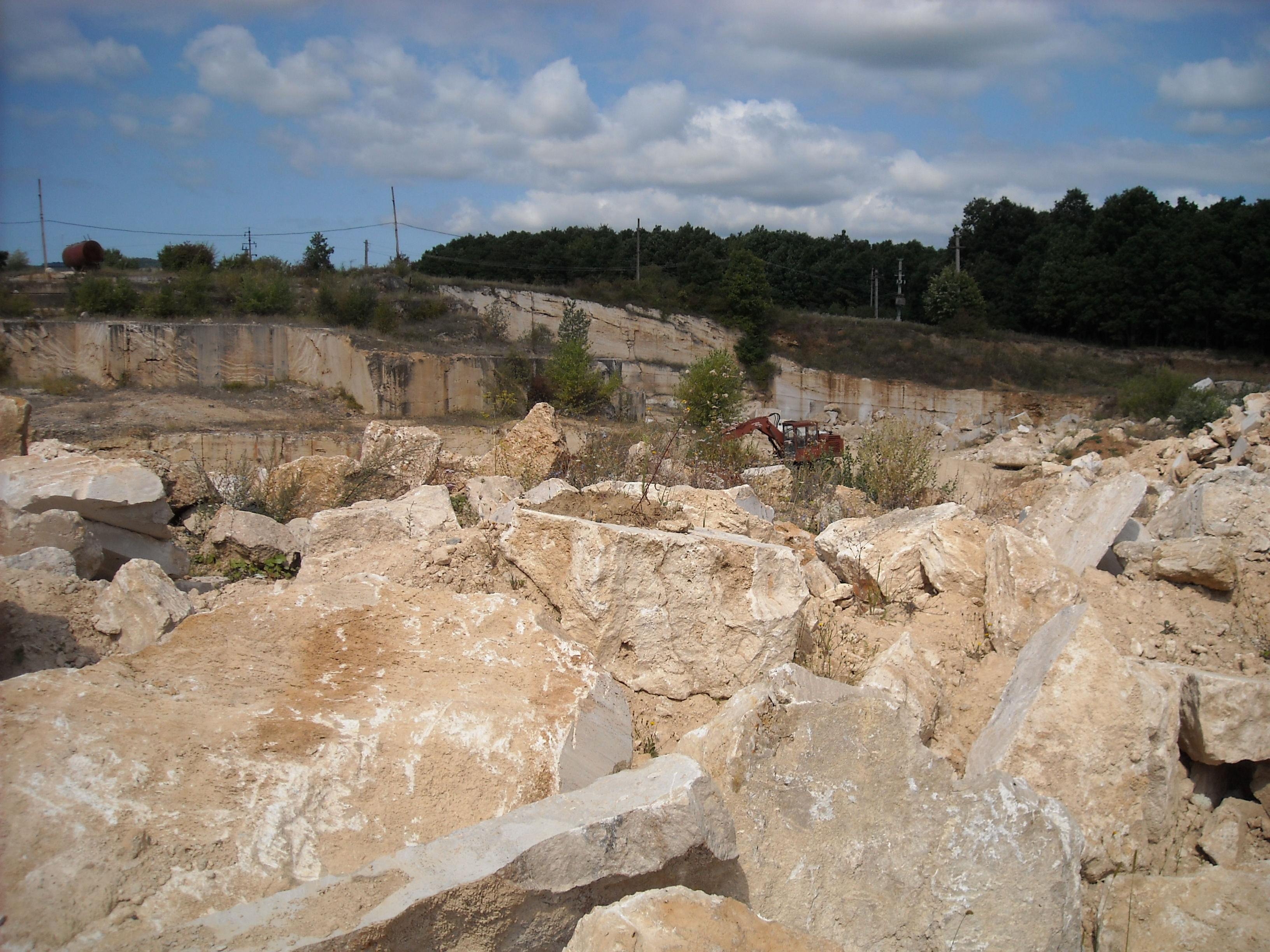
A kőbánya
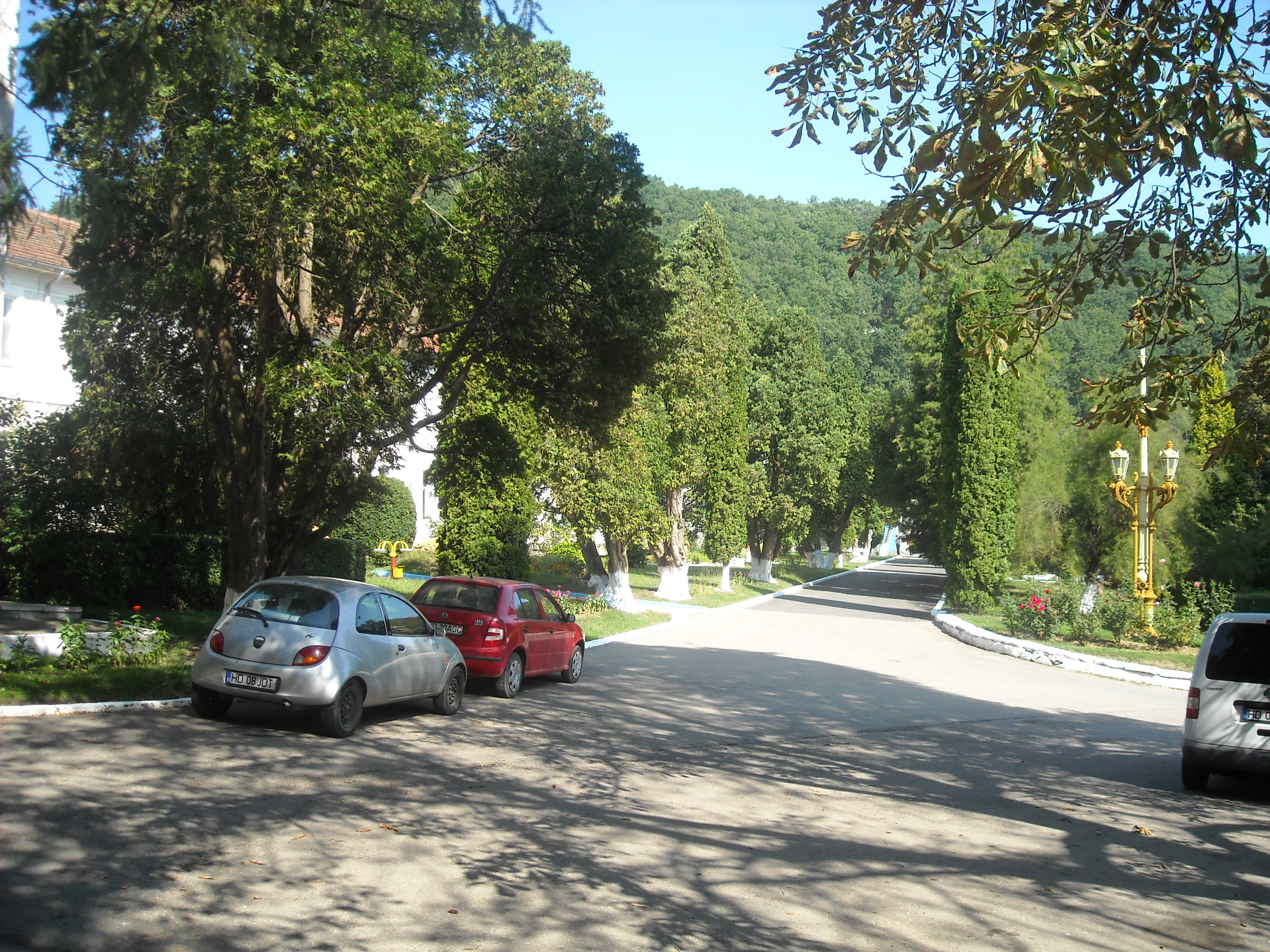
A szanatórium
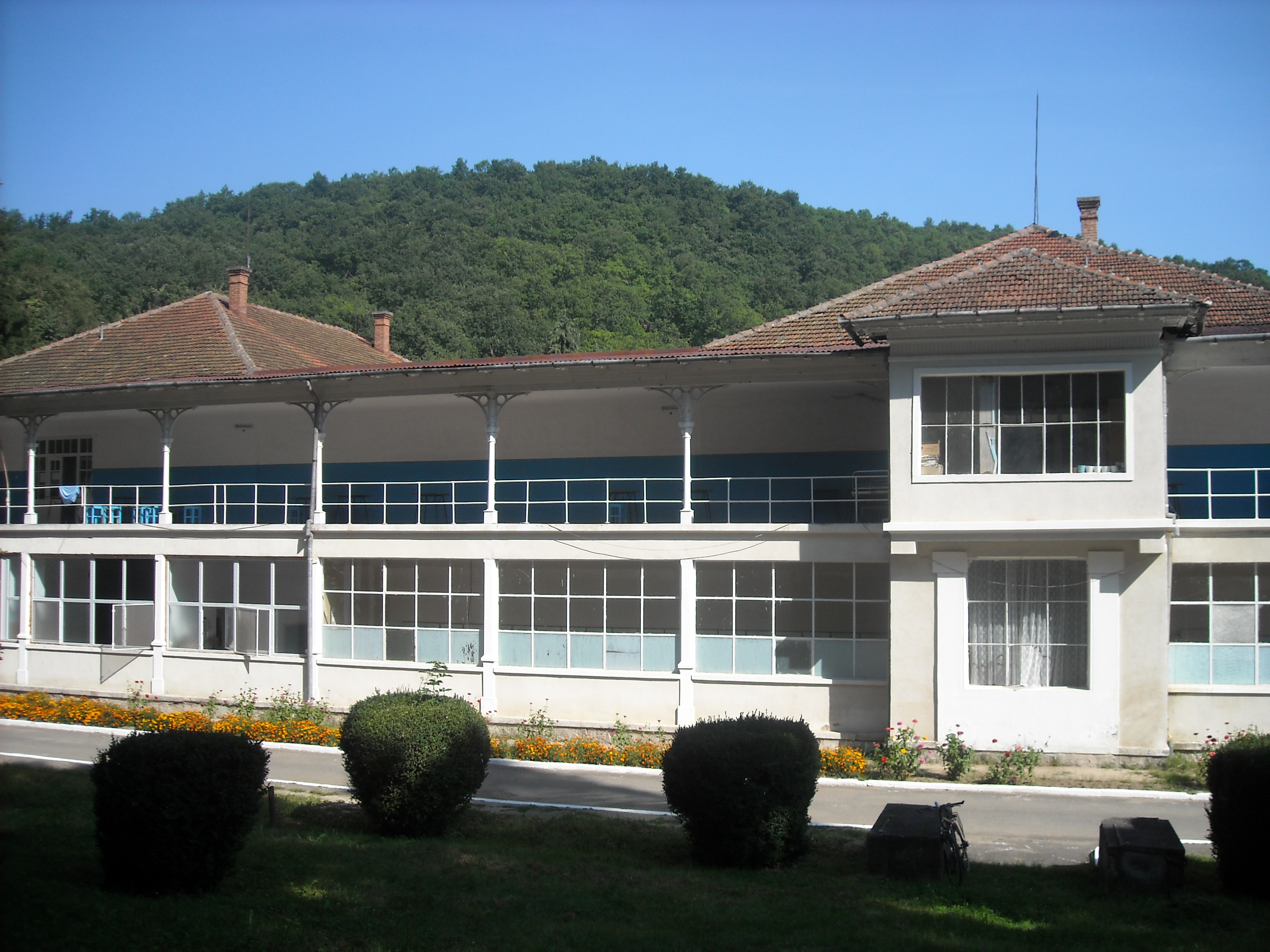
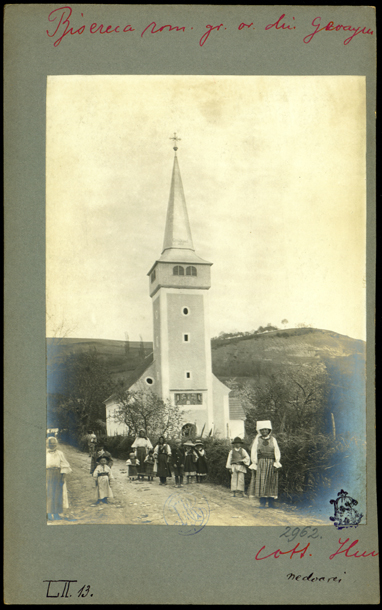
Adler Lipót felvételei a 20. század elejéről: Az algyógyfelfalusi ortodox templom
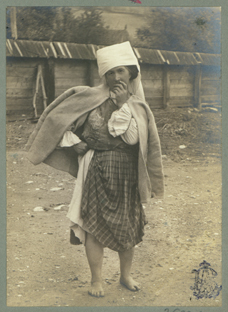
Algyógyi román viseletek
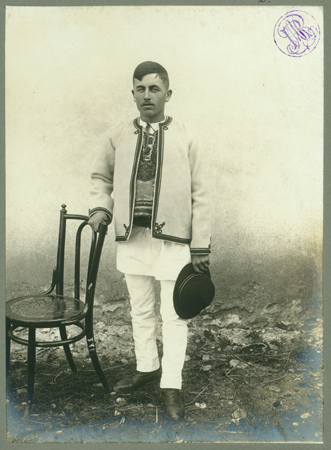
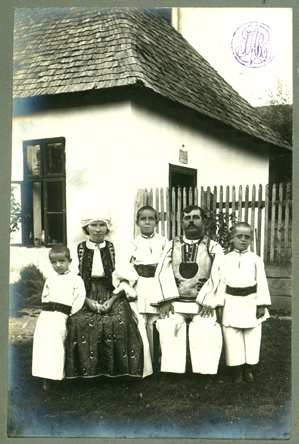
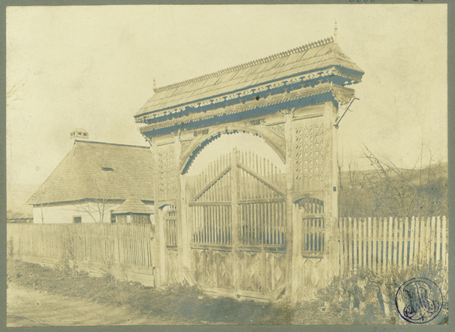
A református parókia székelykapuja
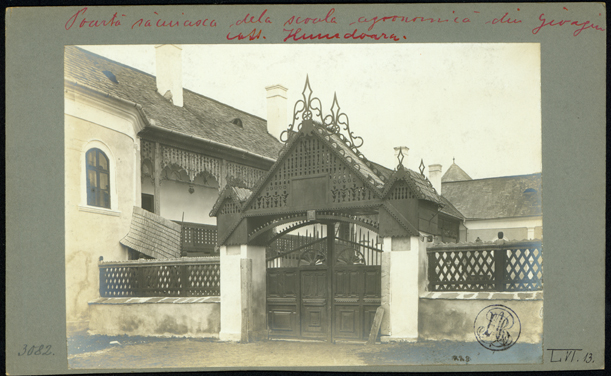
A székely földművesiskola